# Distrito de La Oroya
El distrito de La Oroya es uno de los diez que conforman la provincia de Yauli, ubicada en el departamento de Junín en la Sierra central del Perú.
Dentro de la división eclesiástica de la Iglesia Católica del Perú, pertenece a la Vicaría V de la Arquidiócesis de Huancayo

## Historia
La Oroya, conocida también por antonomasia como la capital metalúrgica del Perú, ya que en su territorio se instaló el complejo minero metalúrgico de la Cerro de Pasco Copper Corporation en 1922, con el pasar de los años y al entrar al gobierno el General Juan Velasco Alvarado, este nacionalizó el complejo juntamente con varios centros de extracción minera, y de esta manera se da paso a la Empresa Estatal CENTROMIN-PERU; ya en 1997, en el gobierno de Alberto Fujimori, Centromin Perú es "desintegrado" y sus componentes pasan a ser privatizados. En el caso del CMLO (Complejo Metalúrgico de La Oroya), pasa a manos de la empresa de capitales norteamericanos Doe Run Perú. Se inicia este texto con una breve reseña de la vida del CMLO, ya que ella es el motor que impulsa la vida (directa e indirectamente) de las familias que habitan en la ciudad de La Oroya. Por lo tanto se puede decir que la principal actividad de esta ciudad es la minerometalúrgica y que a partir de ésta se da pie a los múltiples giros comerciales y de servicio que se tiene en toda ciudad.
El distrito fue creado mediante Ley s/n del 15 de noviembre de 1893, en el gobierno del Presidente Remigio Morales Bermúdez.

## La Oroya: patrimonio industrial
Más allá de la problemática ambiental, La Oroya posee abundantes testimonios presentes desde la década de 1920, riqueza en el denominado patrimonio industrial, investigaciones realizadas por el Dr. Arq. Wiley Ludeña permitieron establecer los primeros pasos, posteriormente, estudios elaborados por el arquitecto Milton Marcelo Puente para la Universidad Nacional de Ingeniería y la Pontificia Universidad Católica del Perú INNOVAPUCP han permitido mostrar la obra dejada por la industria a lo largo de su historia. El patrimonio industrial en la ciudad abarca los siguientes aspectos:
- Patrimonio industrial urbano: El planteamiento urbano posee características propias de una company town americana, una ciudad campamento que se ha consolidado en el tiempo, la dinámica y estructura esta fundamentada en el trabajo metalúrgico, se distribuye bajo una lógica productiva. La Fundición La Oroya y la Refinería Huaymanta son los núcleos de desarrollo urbano, próximo se encuentran los barrios jerarquizados socialmente: personal de ejecutivos e ingenieros, empleados y obreros. Complementando se ubican estratégicamente equipamientos de salud, educación, comercio y esparcimiento. La traza de la ciudad industrial está presente hasta la actualidad, edificada entre las quebradas de los ríos Mantaro y Yauli.
- Patrimonio industrial arquitectónico: La arquitectura de vivienda en La Oroya posee diversas tipologías, en los barrios del personal de ejecutivos e ingenieros (Chúlec, Mayupampa, Chupampa), empleados y obreros (Calle Wilson, La Florida, Buenos Aires, Huampani, Santa Rosa, Marcavalle).. En cuanto a la arquitectura industrial aun se tienen testimonios en la Fundición de La Oroya y la Refinería de Huaymanta. También se tienen interesantes aportes en arquitectura de equipamientos como el Hospital Chúlec, Hospital Obrero, el Club Peruano, Mercantil La Oroya, estación de tren, Hotel Junín, Oficinas administrativas de la empresa entre otros.
- Patrimonio industrial inmaterial. Desde el aspecto social La Oroya presenta en su gente un valioso repositorio de experiencias, relatos, leyendas y mitos que se relacionan con la industria metalúrgica. La lucha obrera tiene interesantes relatos que se documentan en fotos que muchos extrabajadores de la empresa poseen y comparten en plataformas.

Es necesario y urgente salvaguardar este impresionante catálogo del patrimonio industrial que aún persiste en la ciudad y que la población lo protege en su memoria, los cuales siempre comparten.

## Geografía
Abarca una superficie de 388,42 kilómetros cuadrados. La ciudad está ubicada  en el valle originado por el río Yauli que desemboca al río Mantaro en el centro de la ciudad  que pertenece a la vertiente atlántica

## Autoridades

### Municipales
- 2019 - 2022
  - Alcalde: Saturnino McGerson Camargo Zavala, Movimiento Político Regional Perú Libre (PL).
  - Regidores: Antenor Enrique Bonilla Espinoza (PL), Katty Barbara Soto Cardenas (PL), Alfred Ceferino Ccapa Elguera (PL), Denysse Laura Mayta Astuhuaman (PL), Miguel Ángel Ricalde Barja (PL), Ana María Núñez Meza (Movimiento Regional Sierra y Selva Contigo Junín), Elear Dalmiro Gómez Gómez (Unión por el Perú).

- 2015 - 2018[2]
  - Alcalde: Juan Carlos Arredondo Mayta,  Movimiento Juntos por Junín (N).
  - Regidores: Katia Judith Yallico Martínez (N), Aquiles Willard Monroy Miranda (N), Carlos Fernández Chancos (N), Sonia Apolonia Chávez Quispe (N), Valentín Fausto Guillermo Panduro (N), Pedro Javier Rau Lavado (Bloque Popular Junín ).
- 2011 - 2014[3]
  - Alcalde: Javier Ricardo García Pérez, de la Convergencia Regional Descentralista (CONREDES).
  - Regidores: Germán Juan Ortega Vargas (CONREDES), José Luis Herrera Jesús, (CONREDES), José Mallma Torres (CONREDES), Ricardo Raúl Izaguirre Bazán (CONREDES), Emma Luz Rojas Laureano (CONREDES), Antenor Enrique Bonilla Espinoza (La Carita Feliz), Percy Daniel Zevallos Hidalgo (Perú Libre).

### Policiales
- Comisaría de La Oroya
  - Comisario: Cmdte. PNP. Dennis Pizarro.[4]

### Religiosas
- Arquidiócesis de Huancayo[5]
  - Arzobispo de Huancayo: Mons. Pedro Barreto Jimeno, SJ.
  - Vicario episcopal: Pbro. Enrique Tizón Basurto.
- Parroquia Cristo Rey[6]
  - Párroco: Pbro. Enrique Tizón Basurto.

## Educación

### Instituciones de Educación Inicial
- Institución Educativa Victoria Barcia Boniffati
- Institución Educativa Nuestra Señora de Fátima
- Institución Educativa Señor de Muruhuay N.º 482

### Instituciones de Educación Primaria
- Institución Educativa Miguel Grau
- Institución Educativa Manuel Scorza
- Institución Educativa Leoncio Astete Rodríguez
- Institución Educativa Francisco Bolognesi
- Institución Educativa Daniel Alcides Carrión
- Institución Educativa Jorge Basadre
- Institución Educativa N.º 31519 "Nuestra Señora De Fátima"
- Institución Educativa Antonio Raimondi
- Institución Educativa José Antonio Encinas
- Institución Educativa Héroes del Cenepa
- Institución Educativa Particular INNOVA

### Instituciones de Educación Secundaria
- Institución Educativa JEC "José María Arguedas" N.º 31749
- Institución Educativa Emblemática "José Carlos Mariátegui" N.º 31747
- Institución Educativa José Gálvez Barrenechea
- Institución Educativa Gran Mariscal Ramón Castilla (ex INEI 11)
- Institución Educativa José Cabrera Alamoz
- Institución Educativa Amalia Espinoza
- Institución Educativa José Olaya
- Institución Educativa Ricardo Palma (Morococha)
- Institución Educativa Purísima Concepción de Paccha 2
- Institución Educativa Campaña de la Breña
- Institución Educativa Ramiro Prialé

### Instituciones de Educación Integradas
- Institución Educativa Particular "Mayupampa"
- Institución Educativa Particular "Talentos"
- Institución Educativa Particular "San Gaspar"
- Institución Educativa Particular "Juan XXIII"
- Institución Educativa Particular "Isaac Newton"
- Institución Educativa Particular "Ingeniería"
- Institución Educativa Particular "Sollertia"

### Instituciones de Educación Superior
- Instituto de Educación Superior Tecnológico Público "La Oroya"
- Centro de Capacitación Técnica "Goblin Miner"
- Senati
- Universidad Alas Peruanas

## Festividades
- Señor de los milagros
- Yunza Carnavales cortamonte

## Música

### Música Folklórica - Latinoamericana
La música folclórica fue impulsada desde los años sesenta cuando la empresa minera Cerro de Pasco Corporation organizaba festivales de música andina en su auditorio "Club Peruano" donde se presentaban diferentes representantes de la región.

#### Even Navarro
Nació en la ciudad de La Oroya, departamento de Junín . Hoy por hoy es un digno representante de nuestra música andina latinoamericana que viene desde el hermoso Valle del Mantaro y de todo el centro de nuestro Perú. Dueño de una voz privilegiada lleva ya más 10 años de lucha constante por lograr ganarse un espacio en el corazón de todos los peruanos que gustamos de este tipo de música.

#### Barrio Andino
Es la nueva propuesta juvenil en el género andino, que los integrantes de la banda denominan "folklore urbano" que a través de sus composiciones, desea llegar a ganarse el cariño del público peruano. Barrio Andino integrado por jóvenes, nace en la ciudad de La Oroya con alumnos de las diversas instituciones educativas entre ellas el colegio José Carlos Mariátegui y el colegio San Gaspar. Fue fundada como "Sumaq Puri" el año 2005, pero el 2012 rebautizaron al grupo con el actual nombre. Su estilo musical es juvenil y difunden su música en diversos escenarios del país. Participaron del programa televisivo La Banda, producido por Latina. Algunos de sus actuales integrantes son Sam Castillo, Robert Chinchihualpa y Omar Castillo.

#### Grupo PROMESAS y los Infieles del Amor
Agrupación del género cumbia romántica dirigido por el músico oroino Tito Oscanoa, con canciones propias. 

#### Humberto Vera
Profesor de música, compositor, arreglista musical y cantaitor del género Latinoamericano. Estudió en la Escuela Nacional Superior de Folklore "José María Arguedas".

#### Xurazu
Grupo de Música Andina que se inicia en La Oroya, motivados por el sonido milenario de los instrumentos andinos.

#### Jesús García Casachagua
Músico con 25 años de carrera artística como músico de instrumentos de viento como la quena y zampoña.

#### Raza Brava
Música Latinoamericana. Grupo liderado por Tony Contreras, vocalista del grupo. Además se desempeña como locutor radial y compositor.

#### Javier Aguilar H.
Músico y compositor de sonidos latinoamericanos, folclóricos, tradicionales y populares, actualmente con su nuevo proyecto participa activamente en los eventos culturales en la ciudad de La Oroya.

### Rock, Pop, Electrónica o fusión

#### Irinum
Grupo del género synthpop, electropop e indie, formado en la ciudad de La Oroya. El grupo está integrado por Lucis (Karla García - vocalista), Danhyel (Daniel Meza - Teclados), Duxgor (Franz Huamán) y Jadyck (Jack Caso). Han sido invitados a programas de TV y radios nacionales como Movistar Música, TNP, Panamericana Tv, Radio Miraflores, Radio San Borja, Radio Comas, Ozono, entre otros; además de compartir escenarios con agrupaciones nacionales e internacionales como OBK (España), Alex Midi Moenia (México), Elegant Machinery (Suecia), Anything Box (USA), Zen, Mar de Copas, Trémolo, entre otros. Se cuenta dentro de sus producciones "Cerca del perfume profano" (2006), "Tripolar" (2013), "Transiciones" (2015) y "El Origen de la R-Evolución" (2016), además de participar en diferentes compilados editados en Perú, México y USA.

#### Patria Muerte
Banda de Punk 

#### María Elena López Meléndez
Reconocida Cantautora, profesora de canto nacida en La Oroya. Cuenta con su propia academia de canto y teatro para niños, jóvenes y adultos. Tiene en su haber galadornes, premios a nivel nacional, considerada ciudadana ilustre de la provincia de Yauli la Oroya por su aporte al arte y la música.Cuenta con 6 Cd grabados y videos musicales de su propia autoría.

#### Colores en Espiral
Banda de música electrónica experimental. Participaron en diversos festivales tanto en Lima como en Oroya. En Oroya tuvieron muchas visitas "2001" Ilusión Marchita, Espergesia, Textura, CLEOPATRA... "2003" Insumicion, Patricia Saucedo, Paruro, todos ellos fueron los primeros Electrónicos capitalinos en visitar la Oroya , meses después... "2003" Resplandor, Viajeros, Bajo Sospecha, El Lazo Invisible (México), Cleopatra, Reisser...."2004" Festival Asteroide Jardín, Sacapunta, Rapapay, Elegante, El Lazo Invisible (México), AR (Argentina), Quilluya (Arequipa)... El 2003 el debut en Lima fue en LaNoche de Barranco con Terumo, y Paruro, participaron en el bar , Mochileros barranco, Yacana del centro de Lima, Festival Contacto en el cultural de Esapaña junto a Rapapay , Kollantes, Paruro. 2003 publican el Ep "Eterno Amor" el 2009 fue reeditado por Discos invisibles... Participaron en compilados nacionales el primero en la Revista Interzona con el tema "Eterno amor", el segundo en el compilado Contacto del Centro Cultural de España el tema "Trinidad solar", el tercero en Internerds con "Evoca tus Vidas"... la filmación del concierto Internerds fue compilado Internerds 002... el tercer compilado Colorea tu Alma con el tema "ireal real" "2004" graban con Herman Hamann (Nave Nodriza) " CAMINO AL INFINITO" El primer disco que oficialmente no se ha publicado como tal, solo fue difundido vía MYSPACE, SOUNDCLOUD Descarga Libre... "2005" el Último concierto de Colores en Espiral en Lima, Festival de Música Electrónica y Artes Visuales Universidad San Marcos, genial despedida: Jardín, El Lazo invisible, Rapapay, Sacapunta, Elegante... Último concierto La Oroya "Robotronico" grupos locales organisaron la despedida: SOMA, Temporal (invisible Ambiente), Medunyx (xtredan), dj Petty (luis Sanz), Reisser.

#### Ozono
Alexander Fabián G. (quien también es Siam Liam, Alcaloidë, Ban and Flap y líder del colectivo electrónico Chip Musik, sus sonidos juguetean entre el ambient, idm, chillwave, post punk, vapor wave, minimalista y entre otros géneros de la nueva electrónica, exintegrante de la banda de rock gótico "Cleopatra" (La Oroya), ahora produce y dirige el sello independiente ChipMusik Records.

#### Morbus
Banda de música metal nacida en La Oroya el 1 de enero de 1996.

#### Xtredan
Proyecto de música experimental, noise pertenece al sello ChipMusik Records. (Dante Izaguirre Cordova 2004).

#### Kjayas
Música Latinoamericana.